# Hương Mạc
Hương Mạc là một phường thuộc thành phố Từ Sơn, tỉnh Bắc Ninh, Việt Nam.

## Địa lý
Phường Hương Mạc nằm ở phía bắc thành phố Từ Sơn, có vị trí địa lý:
- Phía đông giáp các phường Đồng Kỵ và Tam Sơn
- Phía tây giáp thành phố Hà Nội
- Phía nam giáp các phường Phù Khê và Đồng Kỵ
- Phía bắc giáp huyện Yên Phong.

Phường có diện tích 5,58 km², dân số năm 2020 là 19.576 người, mật độ dân số đạt 3.508 người/km².

## Lịch sử
Sách Đại Nam nhất thống chí cho biết: vùng đất Hương Mạc trước thuộc châu Cổ Lãm.
Thời Tiền Lê (980 - 1009), thuộc huyện Vũ Ninh châu Cổ Pháp.
Thời Lý (1010 - 1225), thuộc phủ Thiên Đức.
Thời Trần (1226 - 1400), thuộc châu Vũ Ninh, lộ Bắc Giang.
Thời thuộc Minh (1407 - 1427) lộ Bắc Giang đổi thành phủ Bắc Giang.
Đầu thời Lê Sơ, vùng đất Hương Mạc thuộc huyện Đông Ngàn, phủ Từ Sơn, Bác Đạo.
Năm Quang Thuận thứ 7 (1466), Bắc Đạo đổi thành đạo Bắc Giang.
Từ năm Hồng Đức thứ 21 (1490), đến đầu thế kỷ XIX, vùng đất Hương Mạc có các xã (làng): Chung My phường, xã cổ Mặc với 6 thôn: Bảo Tháp, Đông Tiến, Ngô Tiến, Ngô Trực, Tây Ứng và Thọ Triền; xã Hoa Thiều gồm 3 thôn: Phú Hậu, thôn Nhiễm và thôn Vân; xã Mai Động gồm 3 thôn: Đồng Hương (làng Trạch), Đồng Mỗi (làng Mòi) và Kim Bảng thuộc huyện Đông Ngàn, phủ Từ Sơn, trấn Kinh Bắc.
Theo sách “Tên làng xã Việt Nam đầu thế kỷ XIX (từ Nghệ An trở ra)”, vào thời Gia Long (1802 - 1819), vùng đất Hương Mạc có các làng, xã: Ông Mặc, thôn Thọ Triền thuộc xã Ông Mặc; xã Hoa Thiều và xã Mai Động thuộc tổng Nghĩa Lập huyện Đông Ngàn, phủ Từ Sơn, trấn Kinh Bắc.
Năm Minh Mạng thứ 3 (1822), trấn Kinh Bắc đổi thành trấn Bắc Ninh.
Năm Minh Mạng thứ 12 (1831), trấn Bắc Ninh đổi thành tỉnh Bắc Ninh.
Từ đầu thế kỷ XIX, đến trước Cách mạng tháng Tám 1945, một số làng, xã ở địa bàn Hương Mạc có sự thay đổi về tên gọi.
Năm Minh Mạng thứ 15 (1834), xã Ông Mặc đổi tên thành xã Hương Mặc (Me), xã Hoa Thiều đổi tên thành xã Kim Thiều (làng Mấc). Làng Đình Cả tách ra thành xã mới, đến cuối thế kỷ XIX hợp vào Hương Mạc. Làng Thọ Triền đổi tên thành làng Vĩnh Thọ.
Trước Cách mạng tháng Tám, vùng đất Hương Mạc có 3 xã: Hương Mạc (gồm hai thôn Đình Cả và Vĩnh Thọ), Kim Thiều và Mai Động thuộc tổng Nghĩa Lập, phủ Từ Sơn, tỉnh Bắc Ninh.
Sau Cách mạng tháng Tám năm 1945, chính quyền cách mạng sắp xếp lại đơn vị hành chính: xoá bỏ cấp tổng, phủ, thành lập cấp xã.
Đầu năm 1946, các làng Hương Mạc, Vĩnh Thọ và Hoa Thiều hợp thành xã Hoa Mạc, các làng Đồng Hương, Mai Động, Kim Bảng hợp thành xã Mai Động, huyện Từ Sơn, Tỉnh Bắc Ninh.
Ngày 9 tháng 7 năm 1949, Ủy ban Kháng chiến Hành chính Liên khu I ra Quyết định số 422PC/2 hợp nhất hai xã Hoa Mạc và Mai Động thành xã Minh Đức. Xã Minh Đức có 6 thôn: Hương Mạc, Mai Động, Kim Thiều, Vĩnh Thọ, Đồng Hương và Kim Bảng.
Năm 1970, xã Minh Đức được đổi tên thành xã Hương Mạc.
Từ ngày 24 tháng 9 năm 2008, xã Hương Mạc thuộc thị xã Từ Sơn.
Ngày 12 tháng 1 năm 2021, Ủy ban Thường vụ Quốc hội ban hành Nghị quyết 1191/NQ-UBTVQH14 về việc thành lập các phường thuộc thị xã Từ Sơn (nghị quyết có hiệu lực từ ngày 1 tháng 2 năm 2021). Theo đó, thành lập phường Hương Mạc trên cơ sở toàn bộ 5,58 km² diện tích tự nhiên và 19.576 người của xã Hương Mạc.
Ngày 1 tháng 11 năm 2021, thành lập thành phố Từ Sơn trên cơ sở toàn bộ diện tích và dân số của thị xã Từ Sơn, phường Hương Mạc thuộc thành phố Từ Sơn như hiện nay.

## Kinh tế
Làng Kim Thiều là một trong những làng có truyền thống về nghề chạm khắc gỗ lâu đời nhất tỉnh Bắc Ninh.
Theo truyền khẩu của người dân trong làng, ngay từ thời vua Lý Nhân Tông (1072 -1128) đi kinh lý trên địa hạt Lạng Giang (địa danh Thời Lý) để xem xét phòng tuyến Như Nguyệt (trên dòng sông Cầu) chống giặc Tống. Vua nghe tiếng làng Mạc có nghề chạm gỗ bèn kén thợ để chế tác các loại đồ gỗ ngự dụng. Thế rồi nghệ nhân ở làng Mạc nhận mẫu chạm khắc rồi kết hợp với các nhóm thợ khảm trai làng Chuôn (Hà Tây) do ông tổ là Trương Công Thành truyền nghề khảm trai. Nhiều đồ gỗ như tủ, sập, câu đối, ghế...đã khảm trai trước khi tiến cung. Nghề chạm khảm của làng Mạc từ ấy đã được nhân rộng, nhiều người biết đến và được đánh giá cao.
Nghề truyền thống ở Hương Mạc nhanh chóng nhân rộng sang các làng bên là Làng Thượng, Làng Đông (Phù Khê), Làng Ông (Vân Hà), Làng Đồng Kỵ (Đồng Quang). Sau này do lợi thế về địa điểm mua bán, người ta đã biết đến làng Đồng Kỵ nhiều hơn với các sản phẩm gỗ mỹ nghệ truyền thống, tuy nhiên những sản phẩm này vẫn còn mang nhiều dấu ấn của quê gỗ Hương Mạc do bàn tay của các nghệ nhân xưa còn truyền lại đến ngày nay.
Hương Mạc có nghề nội thất gỗ mỹ nghệ rất phát triển. Nhất là làng Me

## Di tích - Danh thắng
- Làng cổ Hoa Thiều
- Làng cổ Ông Mặc
- Làng cổ Hương Mạc
- Đền Thế Quận công Đàm Đình Củ
- Đền Quận công Đàm Đình Cư
- Đền Quốc sư Đại vương Đàm Công Hiệu
- Đền Tiết Đại vương Đàm Thận Huy

## Danh nhân
- Đàm Thận Huy
- Nguyễn Giản Thanh, học trò Đàm Thận Huy